# Toni Cancian
Antonio « Toni » Cancian (né le 2 juillet 1951 à Mareno di Piave) est un ingénieur et homme politique italien. 

## Biographie
Antonio Cancian est un député européen italien, élu avec un peu plus de 50 000 voix de préférence en juin 2009 en Italie du Nord-Est. Ancien membre du Peuple de la liberté, il fait partie du groupe du Parti populaire européen. Il est membre de la commission du transport et tourisme. Il rejoint le Nouveau Centre-droit en 2013 qui le présente comme tête de liste aux élections européennes de 2014, où il n'est pas réélu.